# Friendship (Oklahoma)
Pour les articles homonymes, voir Friendship.
Friendship est une ville du comté de Jackson, dans l'État d'Oklahoma, aux États-Unis,. En 2010, elle compte une population de 24 habitants.

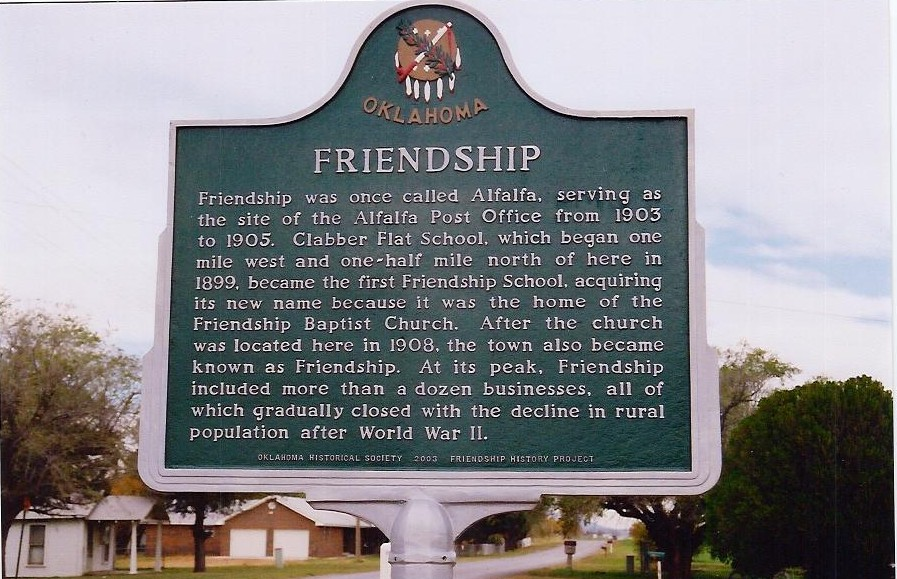
Marqueur historique d'état

## Démographie
Lors du recensement de 2010, la ville comptait une population de 24 habitants, tandis qu'en 2019, elle est estimée à 22 habitants.